# یوئن بیائو
یوئن بیائو (چینی: 元彪؛ زادهٔ ۲۶ ژوئیه ۱۹۵۷) یک کارگردان فیلم، هنرپیشه، و طراح رقص اهل هنگ کنگ است.
از فیلم‌ها یا برنامه‌های تلویزیونی که وی در آنها نقش داشته‌است، می‌توان به جوانک تبتی، هاپکیدو، بازی مرگ، استاد جوان، معجزه، استادی با پنجه‌های شکسته، ببر کوچک کانتون، همیشه اژدها، مردان چوبین شائولین، پام پام، جکی چان: بدل‌کاران من، ققنوس وارد می‌شود، چند سوپرمن در مشرق‌زمین، له‌له‌های اجباری و رزا اشاره کرد.